# Boston (àlbum)
Boston és l'àlbum de debut de la banda nord-americana de rock Boston. Produït per Tom Scholz i John Boylan, va ser llançat el 25 d'agost de 1976 per Epic Records. L'àlbum va aconseguir el lloc número 3 en les llistes del Billboard 200, i el número 11 als UK Albums Charts. L'àlbum va batre rècords de vendes, convertint-se en el LP debut més venut als EUA en aquell moment, i té certificades per la RIAA vendes per valor de 17 milions d'unitats només als Estats Units.
El senzill More Than a Feeling va arribar al número 22 dels UK Singles Charts i va ser acreditat Gold per la RIAA amb mig milió de vendes als USA
Apareix a la llista 1001 albums que has d'escoltar abans de morir, i la cançó More Than a Feeling apareix en la posició 500 de la llista de les millors 500 canços segons la revista Rolling Stone
Durant molts anys, Boston va ser l'àlbum debut més venut als EUA. No obstant això, el seu rècord es va trencar el 23 de setembre del 2008 quan la Recording Industry Association of America va certificar el debut de Guns N' Roses, Appetite for Destruction, amb 18 milions de vendes.

## Gravació
Tom Scholz va gravar la major part de l'àlbum, inclòs l'èxit "More Than a Feeling", al seu estudi al soterrani de Watertown, Massachusetts, que estava equipat amb equips que va comprar amb els guanys aconseguits quan treballava com ingenier de disseny a Polaroid.
Quan Boston finalment va aconseguir un contracte discogràfic amb Epic, van haver d'acomplir amb les regles del sindicat i completar-lo en un estudi adequat, cosa que Scholz ho va veure com un obstacle. Per eludir aquesta restricció, va tornar a gravar les seves demos pràcticament nota per nota al mateix estudi del soterrani i va fer que el seu vocalista, Brad Delp, enregistrés la veu a l'estudi de Los Angeles que Epic preparat.
Scholz no era un músic de rock ordinari. Graduat de l'Institut de Tecnologia de Massachusetts, encara treballava com a enginyer de disseny de productes per a Polaroid Corporation quan es va llançar l'àlbum. Havia creat l'àlbum utilitzant una nova tecnologia d'enregistrament que ell mateix havia inventat. Va treballar principalment sol, obsessionat amb cada detall de la música. I ho va fer durant més de cinc anys abans que l'àlbum fos acabat.

## Crítiques Musicals
El portal AllMusic li atorga una puntuació de 4.5 sobre 5. El seu crític Vik Iyengar destaca les armoies i les melodies de les canços, així com les seves lletres. Defineix l'àlbum com essencial per a qualsevol aficionat al rock clàssic, i l'assenyala com el causant del ressorgiment del gènere a la dècada dels 70.
La web Rock Classic el qualifica com a una Obra Mestra innovadora, i en destaca la seva sofisticació en les melodies, i la producció de vanguarda. La seva puntuació final és de 9.06 sobre 10.
La revista Rolling Stone, a través del seu portal web, el qualifica com "Una fita del hard rock dels setanta", i destaca la seva fórmula sonora perfecta, fet que l'ha mantingut en constant rotació en la ràdio des de llavors.
La web Observer music el qualifica com a "Un tresor absolut de melodia i arquitectura. Té la immediatesa del pop, però també la complexitat deliberada del rock progressiu; té l'atenció del pop de Califòrnia a l'harmonia dolça i gelosa, però també té alguns dels riffs de guitarra més pesats. y memorables al planeta."
Sputnik Music analitza l'àlbum i determina que tot i la seva aprença de simplicitat amaga una complexitat que el fa destacar de la resta aportant-li elegància i uan perfecta sonoritat.